# 胜利之后主教座堂 (马拉尼昂的圣路易斯)

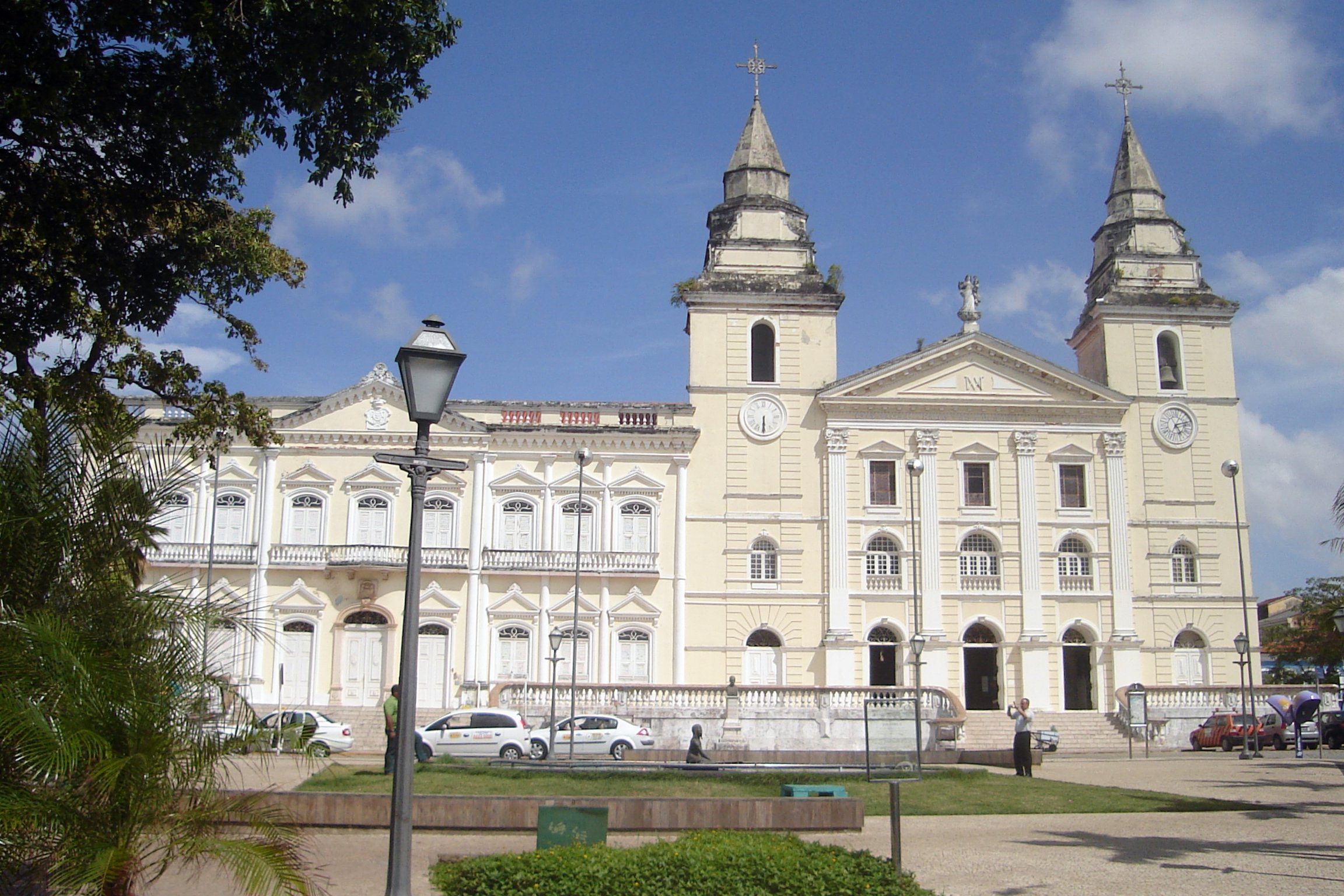
立面

胜利之后主教座堂（葡萄牙语：Catedral de São Luís；英语：Cathedral of Our Lady of Victory）是天主教马拉尼昂的圣路易斯总教区的主教座堂，位于巴西马拉尼昂州圣路易斯古城中心的佩德罗二世广场（Plaza Pedro II），是该市的主要地标。圣路易斯历史中心已被联合国教科文组织列为一处世界遗产。